# جيوس
جيوس قرية فلسطينية صغيرة تتبع محافظة قلقيلية في الضفة الغربية في فلسطين على الخط الأخضر. تقع على مبعدة 9 كيلومترات إلى الشرق من قلقيلية.
يبلغ عدد سكّانها نحو 6,000 نسمة.

## التسمية
كثرت الأقاويل حول أصل اسمها، فقيل إنَّها سمّيت نسبةً لمن سكنوا القرية، أي الإفرنج، ودعوها بِاسم (لارجيوس) ثُمَّ حرفت إلى جيوس، فيما رأى آخرون أنَّ اسمها منسوب إلى قائد الجيوش القادم من مصر، وبأمر من الوالي العثماني حُرِّفت إلى جيوسي.

## الموقع
تقع البلدة على بعد 9 كيلومرات من قلقيلية و20 كم من مدينة طولكرم جنوبًا، على ارتفاع عن سطح البحر يتراوح بين 188 و233 مترا، ويحدها من الشرق باقة الحطب وكفر لاقف، ومن الشمال كفر جمال وكفر زيباد وكفر عبوش، ومن الجنوب عزون وعزبة الطبيب والنبي الياس وعرب أبي فردة، ومن الغرب ما يعرف بالخط الأخضر. وتبلغ مساحتها العمرانية نحو 770 دونمًا، ومساحة أراضيها 12,600 دونم. اعتمدت بلدة جيوس في الماضي على الزراعة لما تتمتّع به من أراضٍ زراعية سهلية، واشتُهِرت بزراعة الأشجار المثمرة مثل الزيتون والحمضيات، إلا أن جزءا مهما من أراضي القرية قد سلب بعد «اتفاقية رودس» عام 1949 بعد النكبة.
في عام 2012الحقت بها خربة صير إداريا، لتصبح القريتان تحت مجلس بلدي واحد.

## البلدة والسكان
بلغ عدد سكان البلدة عام 2020 الـ3684 نسمة، يعمل 65% منهم في قطاع الزراعة، ويتوزع الباقي على قطاع الوظائف وسوق العمل الإسرائيلي والتجارة والخدمات. في البلدة أربعة مساجد هي المسجد الكبير في وسط البلد، ومسجد سعيد بن المسيب، ومسجد أبي بكر الصديق،ومسجد الرحمة الذي اقتتح عام 2018 وقد زود بوحدة طاقة شمسية، بينما يوجد في خربة صير مسجدان قديم وجديد. كما تضمُّ القرية مدارس لكلِّ المراحل الدراسية منها مدرستان للذكور هما مدرسة عبد الرحيم عمر الثانوية ومدرسة جيوس الأساسية، ومدرسة إعدادية وثانوية للبنات، ومدرسة أساسية للذكور والإناث، وفيها عيادتين طبيتين حكومية وخاصة، ومختبر تحاليل طبية وصيدلية، وفيها جمعية خيرية وبلدية ونادٍ رياضي من أعرق أندية الضفة الغربية في الكرة الطائرة.
في البلدة بيوت حجرية قديمة تعود إلى الفترة الرومانية والبيزنطية، كما تشير لذلك الآثار التي كانت في (خربة نشة) من خرب جيوس، والتي احتُلَّ نصفها عام النكبة، ووُجِدَت فيها أعمدة من المرمر، وفخاريات، ومغارات، وذهب قديم استولى عليه الاحتلال الإسرائيلي.
وكانت لخربة نشة بوّابة أُزيلَت في أواخر فترة الحكم العثماني، حيثُ كانت المنطقة عبارة عن معسكر للجيش العثماني من ضمن مجموعة معسكرات تصل إلى وادي عويضة شمالي البلدة، ولكن لم يُعرَف ما إذا كان سبب إزالتها لنقلها واستخدامها في إحدى القلاع في المنطقة أم مجرّد عملية سرقة.
أمَّا المغارات والكهوف التي كانت مسكونة والتي تقع تحت البلدة الحالية، فتشير إلى كون تاريخ جيوس أقدم من فترة الرومان أيضًا، ولكن هذا التاريخ غير موثّق بدراسة ما يمكن من آثار، ولا توجد حفريات للبحث عن التاريخ، ولم تشهد المغارات تحت جيوس الحالية وحولها، إلّا حفريات وسرقات من قِبَل لصوص الآثار.

## وصلات خارجية
- موقع جمعية جيوس الخيرية
- موقع جيوس صور واخبار